# 勝山正則
勝山 正則（かつやま まさのり、1942年1月20日 - 2024年7月30日）は日本の版画家。京都府京都市出身。元日本版画会会員、元関西版画会会長。独学で木版画を始め20歳で本格的に版画の道へ進む。京都府内を中心に古民家・下鴨神社・琵琶湖畔の風景などを写実的に描いた。

## 作風
京都府内を中心に、自然や街の風景などを白黒の濃淡をつけた素朴なタッチで表現した。海外では「木版画による遠近・濃淡の魔術師」と評された。

## 経歴
- 1942年 - 京都府京都市で生まれる
- 1957年 - 独学で版画を始める
- 1971年 - 京都の平安画廊で個展初開催
- 1974年 - 全関西国画会展新人賞受賞
- 1987年 - 毎日新聞社世界歴史都市会議に寄せて「京は甦るか」に木版画挿絵連載
- 1988年 - 日本版画会展初入選
- 1990年 - 朝日新聞京都版「ワンダーランド」に木版画挿絵連載
- 1991年 - サンフランシスコで個展開催
- 1993年 - 朝日新聞京都版文芸欄に木版画連載
- 1997年 - 棟方記念版画大賞展入賞、プノンペンで木版画指導と個展開催
- 2001年 - 関西版画会創立(主宰)、長岡天満宮1100年大萬燈祭協賛
- 2002年 - キエフで個展開催
- 2003年 - 日本版画会賞受賞
- 2005年 - バルセロナで個展開催、リュッチャ美術学校(ピカソ卒)で実習講義
- 2008年 - 第49回日本版画会展萬華賞受賞
- 2010年 - ハワイで個展開催
- 2016年 - 朝日新聞京都版文化面俳句・短歌欄の挿絵担当(継続中)
- 2024年 - 7月30日死去。82歳没。

## 所蔵
- ヴォルムス市長邸
- 月桂冠大倉記念館
- オクラホマ州ロートン教育委員会
- 京都産業大学
- 京都市
- グランドプリンスホテル京都
- 京都東急イン
- 京都府
- 京都文化博物館
- ポーツマス教育委員会
- 毎日新聞社京都支局
- ロンドン日本大使館